# 团杉铁路
团杉铁路全线位于吉林省辉南县境内。自沈吉铁路团林站出岔，东行跨越辉发河，转南沿蛤蟆河左岸丘陵地带而上，经板杖子抵辉南镇，向偏西南延展过长山屯，至终点站杉松岗站，全长41.752千米，营业长度42.2公里，是杉松岗煤炭外运的支线铁路。

## 线路
全线高差71.87米。吸引区内、农业、林业和煤炭资源丰富。
最大坡度上行5‰，下行18‰，站内3‰；最小曲线半径400米，曲线占全长39.9％；站内股道有效长最小为280米；钢轨每米32公斤；枕木每公里1500根；路基宽度5米（直线段）；砂砾道床，厚度300毫米；桥梁载重L—20级。
全线共建桥19座，除1座64孔混凝土和木结构混合桥外，其余18座都是木桥，其中有16座单孔小桥，孔径为2～4米；修建涵渠70座，多为单孔，孔径为0.6米或0.9米的无钢筋混凝土管。

## 历史
1882年，发现杉松岗煤田，煤的埋藏量为2800万吨，属优质焦煤。1886年开始用土法采煤，用骡马大车外运。
1928年，满铁对团杉线进行了测量设计。
1941年，日本根据“满洲铁路网计划”和“东边道开发株式会社”编制的“朝阳镇、杉松岗间私营铁道的调查报告书”，决定修建团杉线。
1942年，对原设计进行了修改，由于缺乏现场详细调查，使团林子至辉发河大桥的路基标高过低，桥孔过少，给线路留下了缺陷。
1943年9月，由满铁通化建设事务所铁路修建组织施工，土石方工程分4段进行，由日本统治者组织“勤劳奉仕队”和抓来的劳工昼夜施工。劳工们暗中反抗，路基填方时不打夯，有的路段土石方中埋秫秸和破土篮子。由于施工质量低劣，试运转时即造成脱轨事故。
全线于1945年6月完成铺轨。
1945年7月，由杉松岗煤矿往外运煤的列车行至39公里处，因路基松软，大量土石方下沉，造成列车脱轨，直到1945年九三胜利前，再没正式通车。
1946年，国民党军队将团林子至板杖子段线路拆除。
1947年，朝阳镇解放后，为修复平梅线和沈吉线，将团杉线部分轨件和枕木挪用，全线处于废弃状态。
1958年10月，吉林省计划开采杉松岗煤田，由国家和地方共同修复团杉线，组成1000多人的辉南铁路野战兵团，加上辉南劳改总队，对团杉线进行恢复建设。
1958年10月至1959年4月，由辉南铁路野战兵团修复17公里。1959年4月至11月21日，由辉南劳改总队修复7.5公里，延展到辉南镇。
1960年1～6月，补建辉发河大桥1座和永久性桥涵50座，新建辉南至杉松岗间19.5公里轻型轨，改换铸铁轨。
1960年11月28日正式运营，属吉林省地方铁路。
1962年1月13日，吉林省政府决定将团杉线交由吉林铁路局代管，并成立代管所。
1966年12月27日，吉林铁路局正式接管团杉线。
1968年7月4日，团杉线代管所撤销，移交通化铁路分局管理。团杉线通车后，先后将木结构桥改为钢筋混凝土桥，对全线114座涵渠进行了改造，提高了桥涵的泄洪能力。将杂型钢轨和铸铁轨全部换为每米43公斤钢轨，并对全线进行了中修。